# Femmina (film 1947)
Femmina (Mr. District Attorney) è un film del 1947, diretto da Robert B. Sinclair.